# 顧應昌
顧應昌（英語：Anthony Y. C. Koo，1918年11月22日—2011年6月6日），中華民國經濟學家。

## 生平
1940年畢業於上海聖約翰大學，隨後留學美國，1941年獲得伊利諾大學碩士學位，1946年獲得哈佛大學博士學位。1945年擔任中華民國駐聯合國代表團成員，1946年至1949年擔任駐遠東委員會代表團成員暨技術參事，1949年擔任駐糧食及農業組織代表團成員暨顧問。1958年至1964年擔任密西根州立大學經濟學教授，1964年至1967年間擔任密西根大學經濟學教授。1967年至1990年回到密西根州立大學擔任經濟學教授，現為經濟學榮譽退休教授。
他曾經於1956年獲得密西根州立大學「卓越教師獎」，1968年獲選為中央研究院院士，1976年獲得密西根州立大學「卓越教職員獎」，1997年獲得密西根州立大學「名譽校友獎」。